# Aphis astilbes
Aphis astilbes är en insektsart som beskrevs av Matsumura 1917. Aphis astilbes ingår i släktet Aphis och familjen långrörsbladlöss. Inga underarter finns listade i Catalogue of Life.